# ماري كافاناف إيغل
ماري كافاناف إيغل (بالإنجليزية: Mary Kavanaugh Eagle)‏ هي محرِّرة وكاتِبة أمريكية، ولدت في 4 فبراير 1854، وتوفيت في 15 فبراير 1903.